# Кулакија
Кулакија или Кулаћа (грч. Χαλάστρα, Халастра) је град у општини Делта у периферији Средишња Македонија, Грчка. Према попису из 2021. године било је 6.657 становника.
Према бугарском географу и историчару, Василу Канчову, у Кулакији је 1900. године живело 1.720 Грка, односно хеленизованих Словена и једне мале колоније Грка. Тодор Симовски, 1998. године наводи да је Кулакија словенско насеље.